# Casnigo
Casnigo is een gemeente in de Italiaanse provincie Bergamo (regio Lombardije) en telt 3453 inwoners (2001). De oppervlakte bedraagt 13,5 km², de bevolkingsdichtheid is 88,53 inwoners per km².
De volgende frazioni maken deel uit van de gemeente: Serio, Bondo di Casnigo, Barbata, Madonna delle Mercede.

## Geografie
De gemeente ligt op ongeveer 514 m boven zeeniveau.
Casnigo grenst aan de volgende gemeenten: Cazzano Sant'Andrea, Cene, Colzate, Fiorano al Serio, Gandino, Gorno, Ponte Nossa, Vertova.